# True Beauty (chương trình truyền hình)
True Beauty (tạm dịch: Vẻ đẹp đích thực) là sê-ri truyền hình Mỹ, nơi mà các thí sinh trong cuộc thi giành lấy danh hiệu người đẹp nhất. Dù vậy, các thí sinh chỉ nghĩ mình được đánh giá qua vẻ bề ngoài của mình. Chương trình được dẫn dắt bởi ba vị giám khảo, những người đánh giá các thí sinh bởi vẻ đẹp tiềm ẩn của họ, thông qua những cử chỉ, hành động của các thí sinh. Người chiến thắng của cuộc thi sẽ nhận được $100,000 và xuất hiện trên Số báo 100 người đẹp nhất của tạp chí People. Sê-ri được sản xuất bởi Tyra Banks và Ashton Kutcher, được trình chiếu lần đầu tiên trên kênh ABC vào ngày 5 tháng 1 năm 2009. Mùa thứ hai thì được trình chiếu vào ngày 31 tháng 5 năm 2010. Đến nay thì chương trình đã bị hủy bỏ.

## Mùa 1
Mùa đầu tiên của chương trình được trình chiếu vào ngày 5 tháng 1 năm 2009 trên kênh ABC, cùng ba vị ban giam khảo gồm Vanessa Minnillo, Nolé Marin, và Cheryl Tiegs. Trong tập cuối cùng, được phát sóng ngày 23 tháng 3 năm 2009, Julia Anderson đã được xướng tên là người chiến thắng, cùng á quân là Joel Rush và Billy Jeffrey đứng ở vị trí thứ ba.

## Mùa 2
Mùa thứ hai của cuộc thi được trình chiếu vào ngày 31 tháng 5 năm 2010 trên kênh ABC, với ba vị giám khảo gồm Vanessa Minnillo, Carson Kressley, và Beth Stern. Taylor Bills đã được chọn làm người chiến thắng vào ngày 19 tháng 7 năm 2010, Erika Othen nằm ở vị trí á quân cùng Craig Franczyk ở vị trí thứ ba.

## Phát sóng quốc tế
| Quốc gia / Khu vực            | Kênh truyền hình       | Ngày trình chiếu     | Số mùa |
| ----------------------------- | ---------------------- | -------------------- | ------ |
| Úc                            | Kênh 7                 | 16 tháng 7 năm 2009  | 2      |
| Hà Lan                        | RTL 5                  | Tháng năm 2009       | 2      |
| Hồng Kông                     | ATV World              | 5 tháng 2 năm 2010   | 2      |
| Đan Mạch                      | Kanal 4                | 6 tháng 6 năm 2010   | 2      |
| Nga                           | MTV Russia             | 6 tháng 6 năm 2010   | 2      |
| Vương quốc Anh                | VIVA                   | 26 tháng 7 năm 2010  | 1      |
| Pháp                          | Direct Star            | 31 tháng 9 năm 2010  | 2      |
| New Zealand                   | TV2                    | 15 tháng 10 năm 2010 | 1      |
| Thổ Nhĩ Kỳ                    | ShowPlus               | 2010                 | 1      |
| Na Uy                         | TvNorge Fem            | 2010                 | 1      |
| Brasil                        | E!                     | 2009                 | 1-2    |
| Phần Lan                      | Sub (kênh truyền hình) | 2009                 | 1      |
| México                        | E!                     | 2009                 | 1-2    |
| Đông Nam Á, Ấn Độ và Đài Loan | STAR World             | 7 tháng 1 năm 2011   | 1-2    |
| Philippines                   | STAR World/ ETC        | 11 tháng 4 năm 2011  | 1-2    |
| Ai Cập                        | Fox Life Greece        | 28 tháng 2 năm 2011  | 1-2    |
| Bồ Đào Nha                    | MTV Portugal           | 20 tháng 6 năm 2011  | 2      |
| Slovenia                      | TV3                    | Tháng 5 năm 2011     | 1      |
| Ba Lan                        | TV6                    | Tháng 8 năm 2011     | 1      |
| Hà Lan                        | RTL 5                  | Tháng 1 năm 2012     | 1      |
| Israel                        | HOT 3                  | Tháng 2 năm 2012     | 1-2    |